# Eindhoven

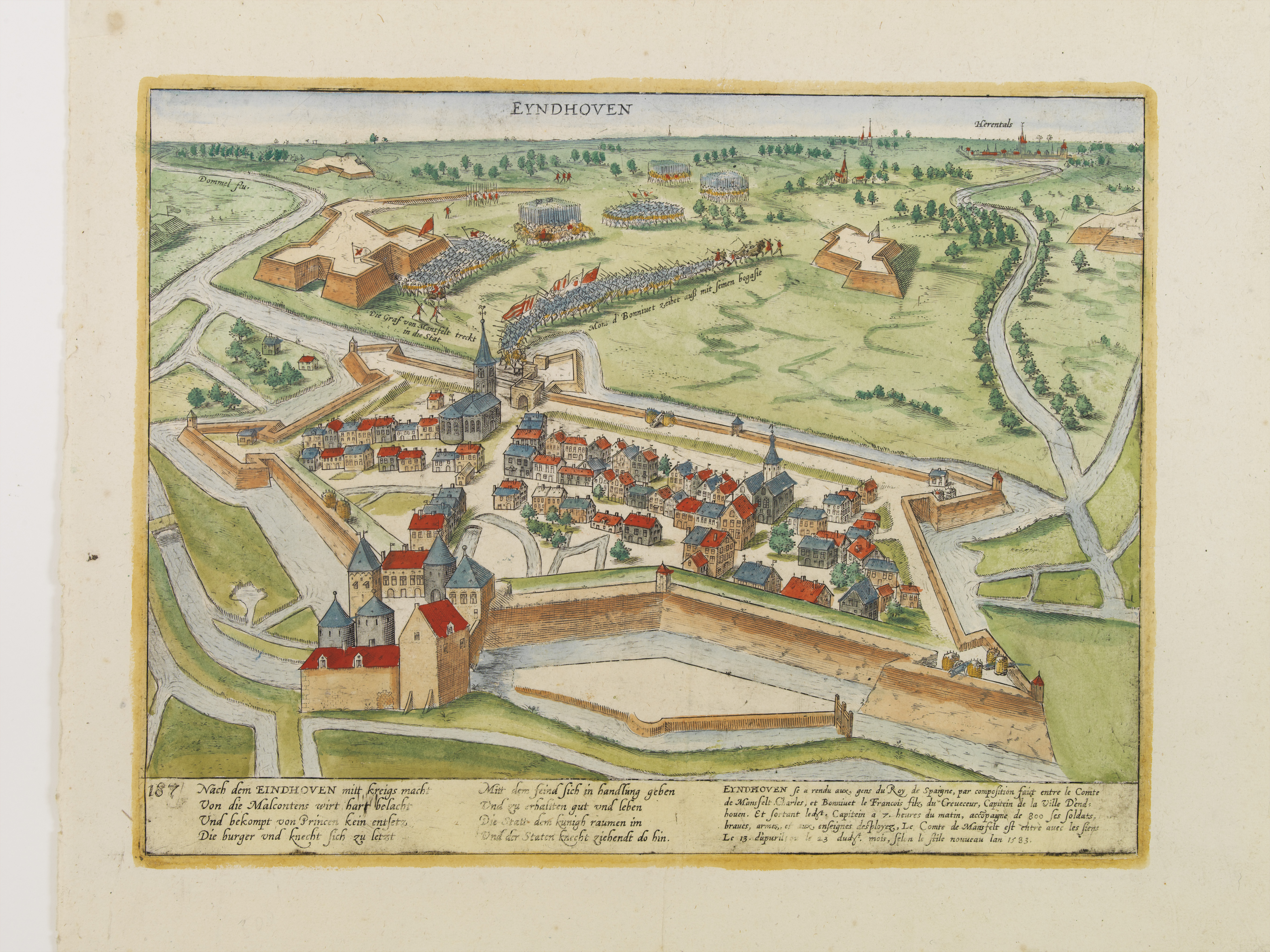
Ansicht von Eindhoven, Ende 16. Jh.

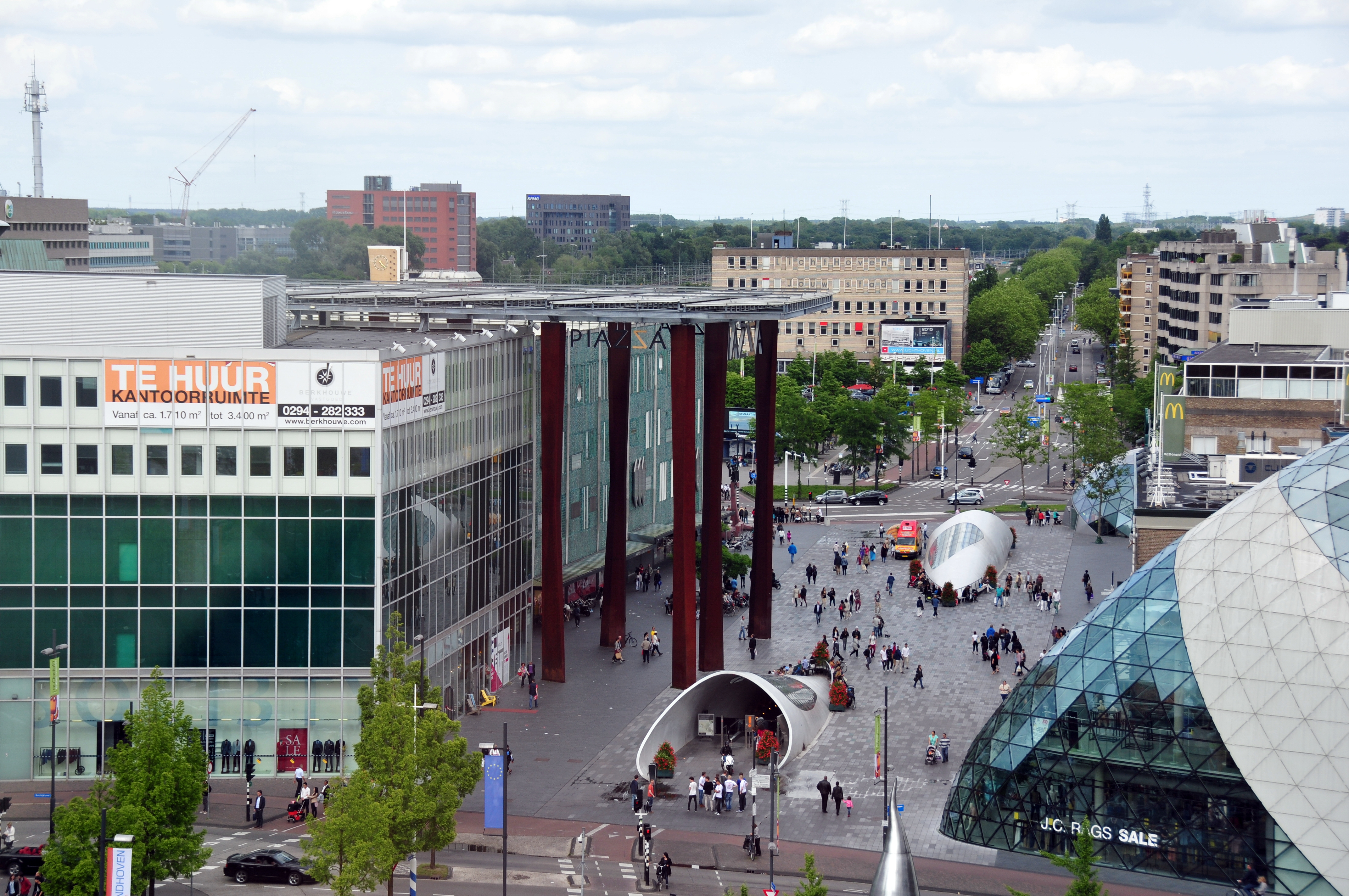
Zentrum

Eindhoven ([ˈɛintˌɦoːvə(n)] anhörenⓘ) ist eine Stadt und Gemeinde in den Kempen in der Provinz Noord-Brabant im Süden der Niederlande. Sie liegt auf einer Höhe von 18 m NAP.

## Stadtteile
Eindhoven besteht aus sieben Bezirken:
1. Centrum
2. Stratum
3. Tongelre
4. Woensel-Zuid
5. Woensel-Noord
6. Strijp
7. Gestel

## Geschichte
Eindhoven wurde auf einem etwas erhöhten Gebiet am Zusammenfluss der Flüsse Dommel und Gender an einem Handelsweg von Holland nach Lüttich gegründet und erhielt 1232 Stadt- und Marktrechte durch den Herzog Heinrich I. von Brabant, blieb jedoch in den ersten Jahrhunderten recht unbedeutend.
Um 1388 wurden die Verteidigungsanlagen der Stadt weiter ausgebaut und zwischen 1413 und 1420 wurde ein neues Schloss innerhalb der Stadtmauern errichtet. 1486 wurde Eindhoven geplündert und niedergebrannt. Der Wiederaufbau und der Bau eines neuen Schlosses dauerten bis 1502. Doch bereits 1543 fiel Eindhoven erneut: Die Verteidigungsanlagen waren wegen der herrschenden Armut nicht instand gehalten worden.
Ein großes Feuer zerstörte 1554 rund drei Viertel der Häuser. Diese wurden jedoch mit Unterstützung von Wilhelm von Oranien bereits 1560 wieder aufgebaut.
Die heutige Stadt Eindhoven entstand durch das Zusammenwachsen der Kirchspiele Eindhoven, Woensel, Strijp, Tongelre, Gestel und Stratum als Folge der industriellen Entwicklung um 1900, als die Glühlampenfabrik Philips immer mehr Arbeitnehmer anzog. Später trug auch DAF (Automobile) zur Expansion der Stadt bei.

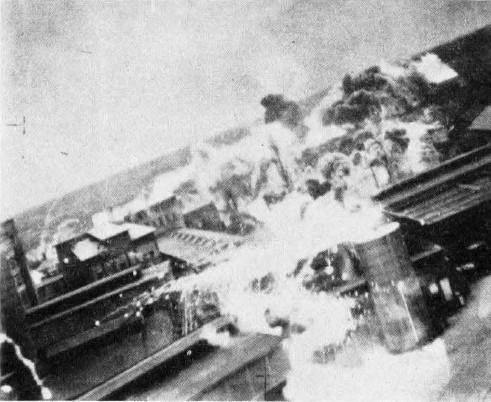
Angriff der Royal Air Force auf die Philipswerke (6. Dezember 1942)

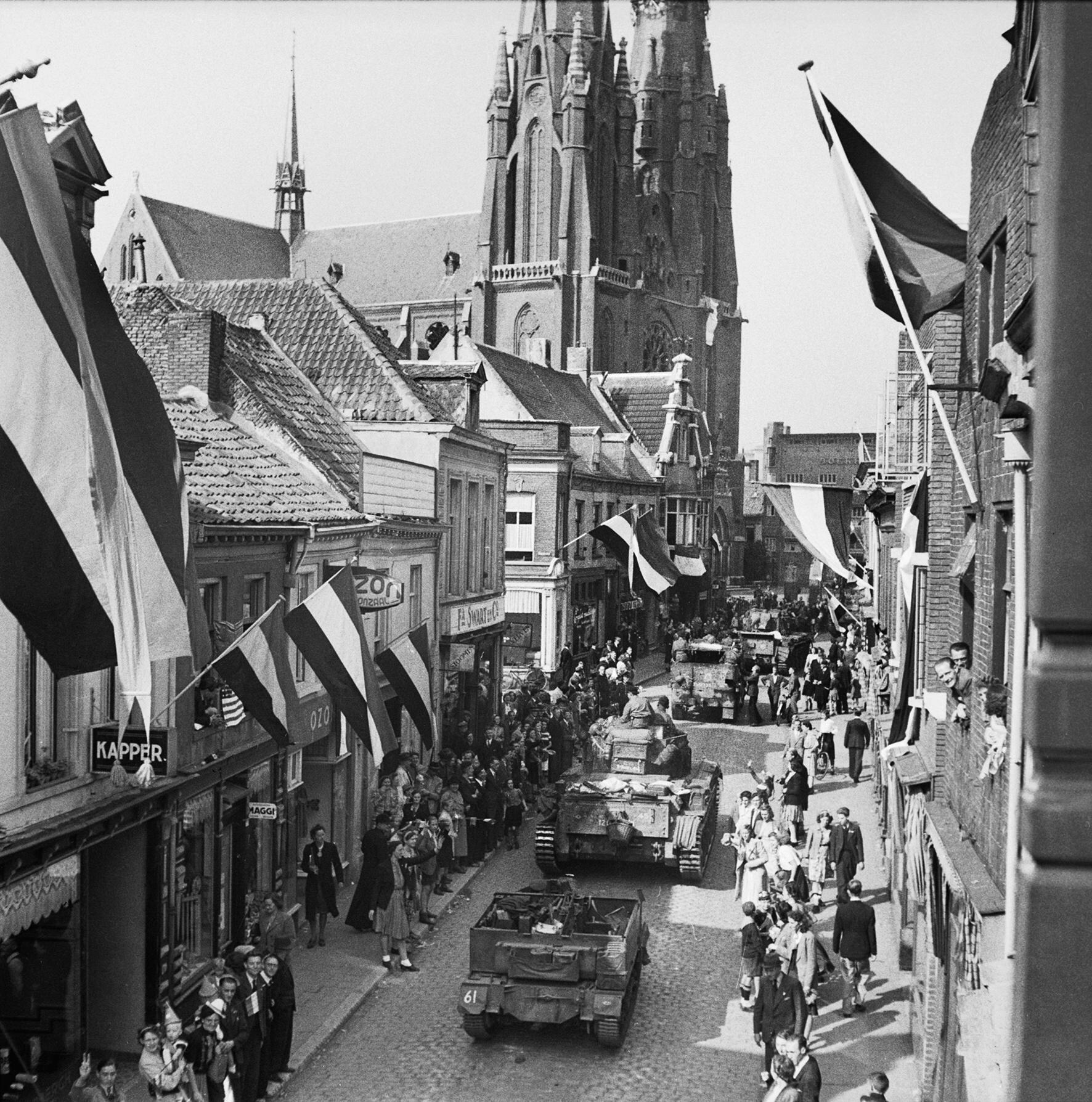
Stratumseind im September 1944

Während des Zweiten Weltkrieges war die Stadt ein wichtiges Ziel während der Operation Market Garden. Auch wegen der Philips-Röhrenwerke wurde die Stadt angegriffen.
Schwere Bombardierungen der Westalliierten zerstörten große Teile der Stadt. Während des Wiederaufbaus blieben nur sehr wenige historische Gebäude erhalten. Ein Beispiel für die moderne Architektur Eindhovens ist das 1966 als Museum errichtete Evoluon, jetzt Konferenzgebäude und Museum.
Heute ist Eindhoven mit etwas mehr als 200.000 Einwohnern die fünftgrößte Stadt der Niederlande und gilt als Technologiezentrum im Süden des Landes. Durch die Studentinnen und Studenten der Technischen Universität Eindhoven und durch einige höhere Schulen hat Eindhoven einen relativ niedrigen Altersdurchschnitt.

## Sehenswürdigkeiten

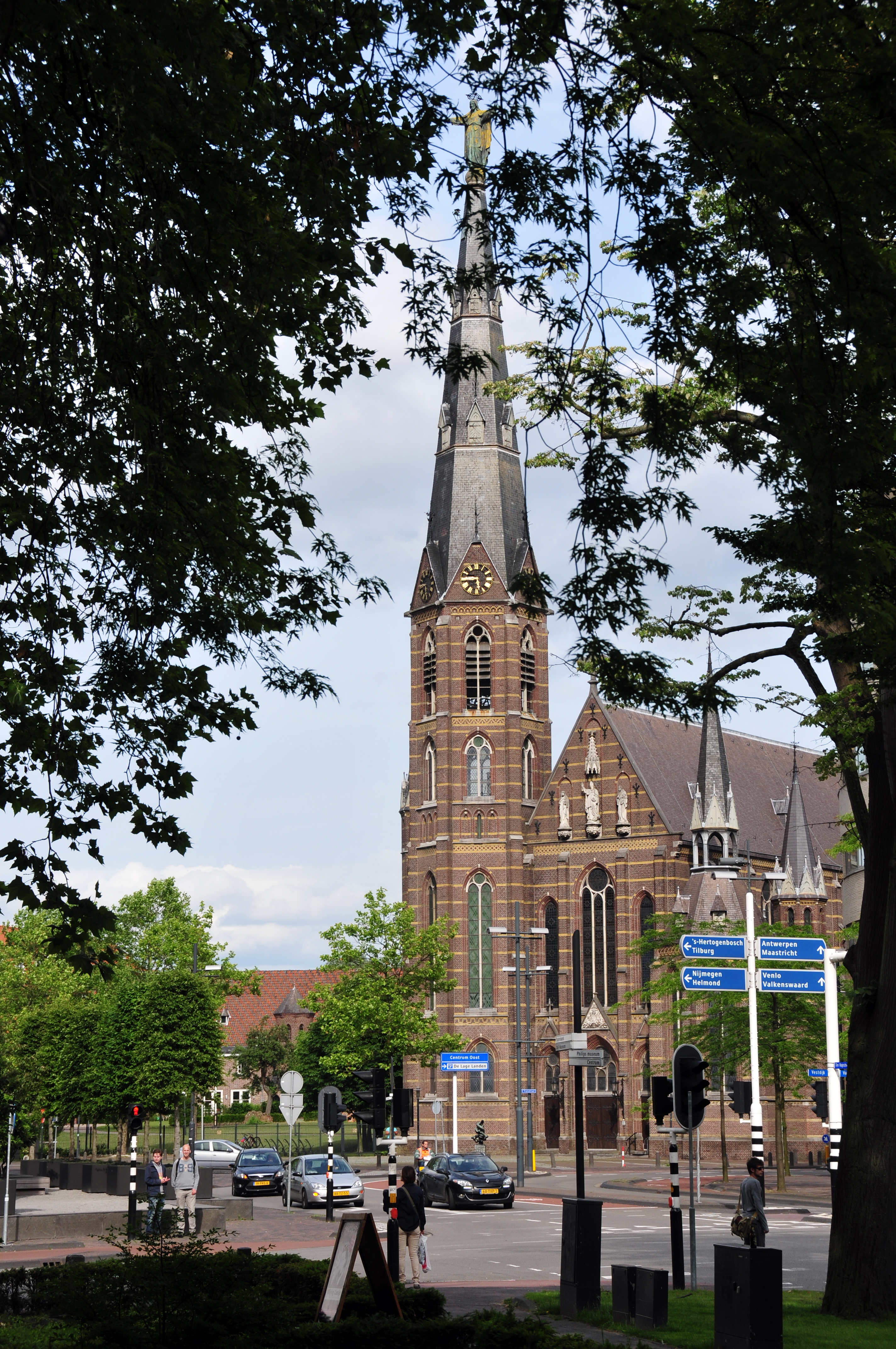
Augustinerkirche

- DAF Museum
- Eindhoven Museum
- Evoluon
- De Admirant
- Genneper Park
- Muziekcentrum Frits Philips
- Philips Museum
- Van Abbemuseum für moderne Kunst
- Vesteda-Turm

## Bildung
- Technische Universität Eindhoven
- Fontys Hogescholen
- Design Academy Eindhoven

## Wirtschaft

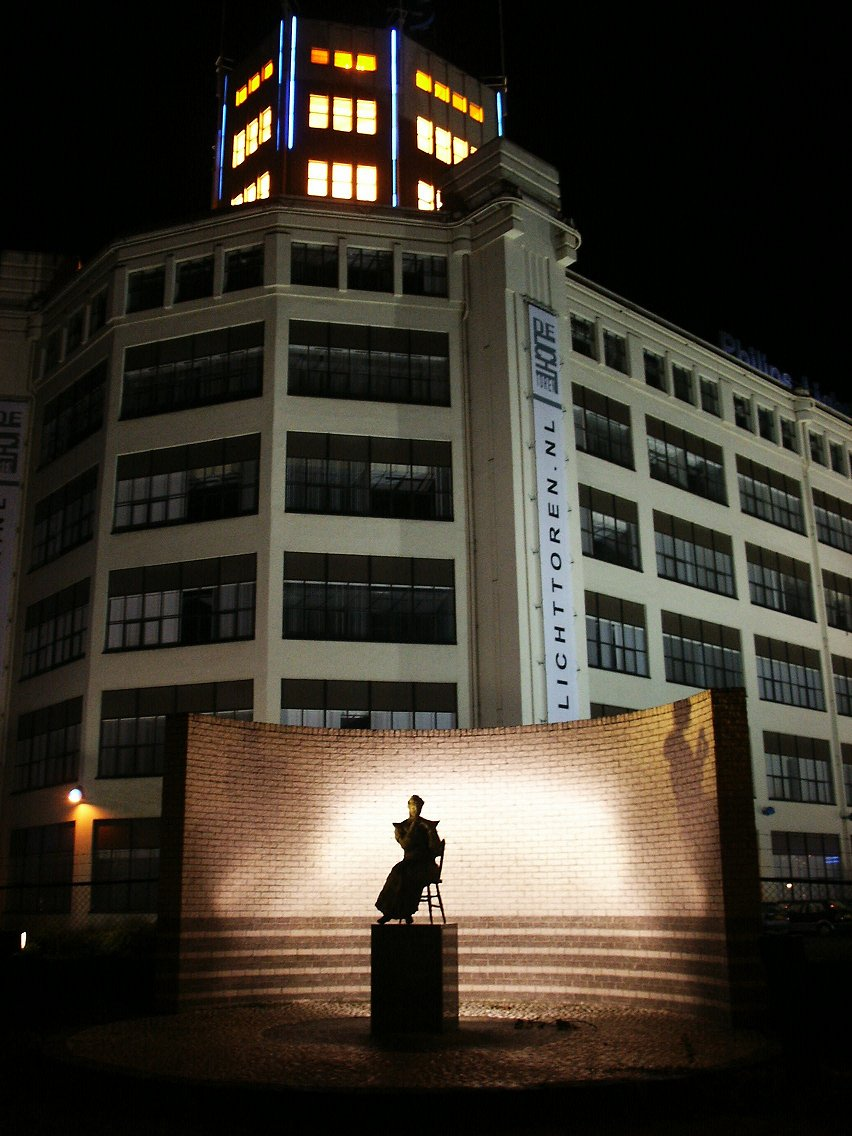
Philips Lichttoren mit Lampenmaakstertje

Eindhoven ist der wichtigste Produktions- und Forschungsstandort der Firma Philips. Das ehemalige Tochterunternehmen NXP Semiconductors hat hier seinen Hauptsitz. Die VDL Groep hat unter anderem  ihren Konzernsitz in Eindhoven. UPS betreibt ein großes Logistikzentrum. Zu den größten in Eindhoven ansässigen Arbeitgebern gehört auch die Fachhochschule Fontys. OTB Solar B.V. fertigt hier Produktionsanlagen für Solarzellen. Weiterhin ist der LKW-Hersteller DAF in Eindhoven ansässig. Die Firma ASML ist im Vorort Veldhoven ansässig.
Seit Mai 2001 befindet sich in der Stadt die Europa-Niederlassung des japanischen Unternehmens Kanefusa, Asiens führendem Hersteller von Werkzeugen für die Holzbearbeitung.

## Verkehr

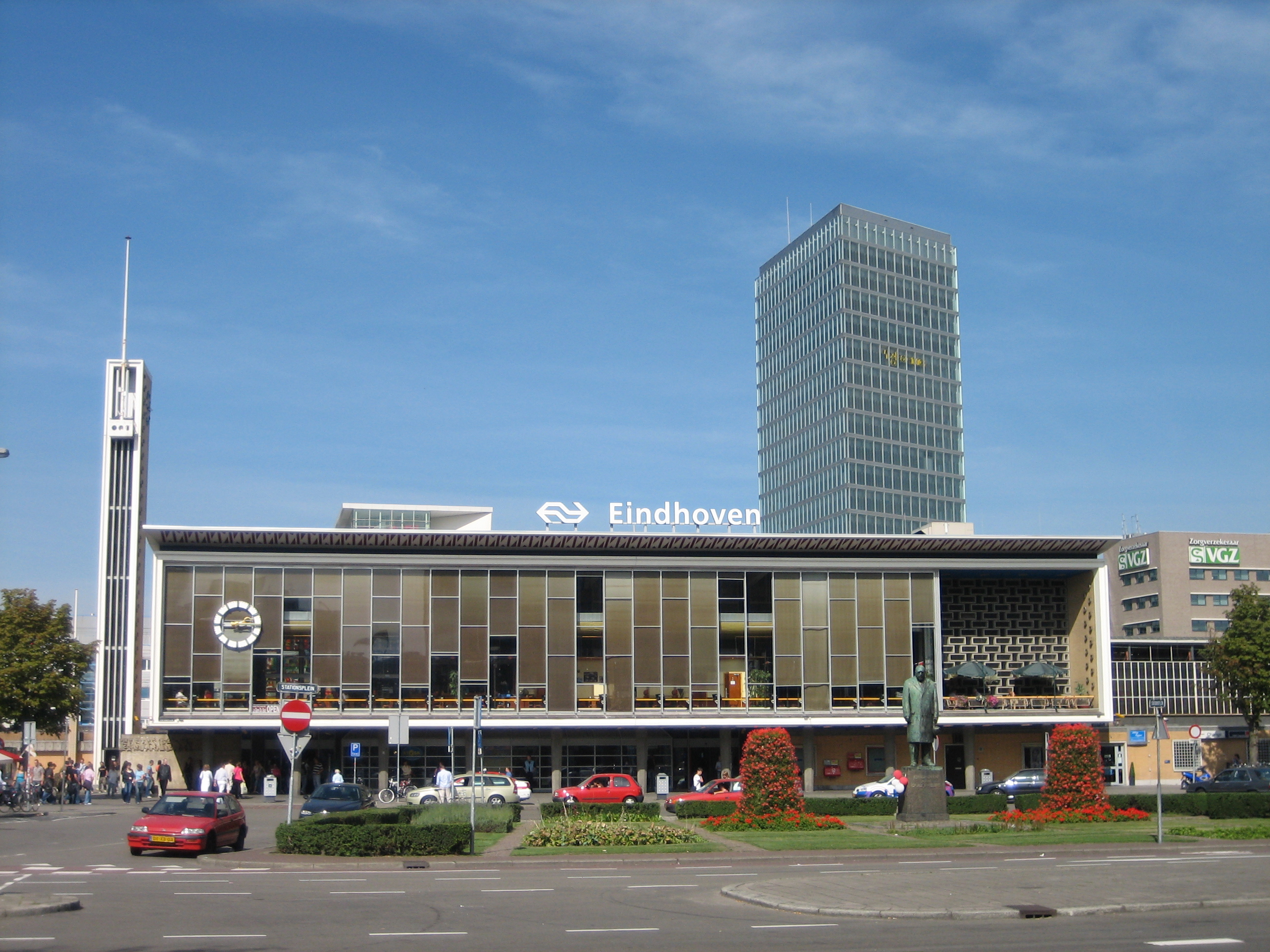
Bahnhof

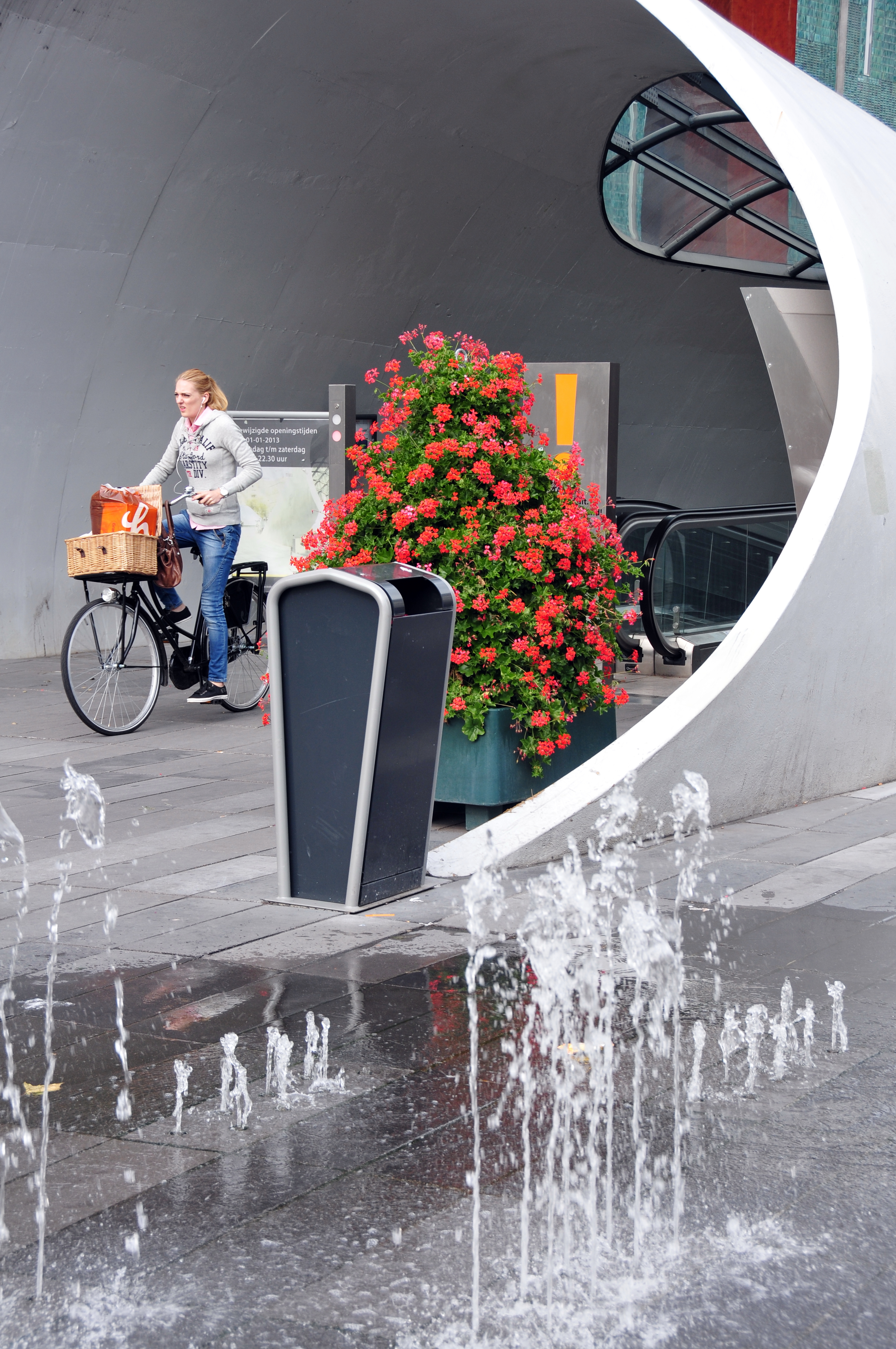
Eingang zum Fahrradabstellplatz im Zentrum

### Schienenverkehr
Die Stadt Eindhoven ist ein zentraler Eisenbahnknotenpunkt in den Niederlanden. Hier bündeln sich die Strecken aus dem Norden und Süden des Landes. Am Bahnhof Eindhoven Centraal verkehrt nationaler Regional- und Fernverkehr. Städte wie Den Haag, Rotterdam, Amsterdam, Utrecht und Maastricht sind mit dem Zug von Eindhoven aus direkt erreichbar.

### Straßenverkehr
Insgesamt führen fünf Autobahnen durch Eindhoven. Auch im niederländischen Autobahnnetz bündeln sich hier Strecken aus sowohl dem Norden und Süden als auch aus dem Westen des Landes. Weiterhin liegt Eindhoven direkt an der wichtigen E34.

### Busverkehr
Den städtischen Busverkehr betreibt das Busunternehmen Hermes.

### Flugverkehr
Eindhoven verfügt über einen Flughafen, den Eindhoven Airport (IATA-CODE: EIN). Er ist sowohl Transport- als auch Militärflugplatz der niederländischen Luftwaffe und der größte Regionalflughafen der Niederlande.

## Politik
Die grünen Vertreter von GroenLinks konnten die letzte Kommunalwahl im Jahre 2022 für sich entscheiden. In der Legislaturperiode von 2018 bis 2022 formte der vorherige Wahlsieger, die VVD, eine Koalition mit der CDA, GroenLinks und der PvdA.

### Gemeinderat
Der Gemeinderat wird seit 1982 folgendermaßen gebildet:
| Partei                                         | Sitze a | Sitze a | Sitze a | Sitze a | Sitze a | Sitze a | Sitze a | Sitze a | Sitze a | Sitze a | Sitze a |
| Partei                                         | 1982    | 1986    | 1990    | 1994    | 1998    | 2002    | 2006    | 2010    | 2014    | 2018    | 2022    |
| ---------------------------------------------- | ------- | ------- | ------- | ------- | ------- | ------- | ------- | ------- | ------- | ------- | ------- |
| GroenLinks                                     | –       | –       | 3       | 3       | 4       | 3       | 3       | 4       | 4       | 7       | 9       |
| CDA                                            | 17      | 16      | 15      | 8       | 8       | 9       | 7       | 6       | 4       | 6       | 6       |
| VVD                                            | 8       | 6       | 5       | 5       | 7       | 6       | 6       | 8       | 6       | 7       | 6       |
| PvdA                                           | 9       | 14      | 10      | 6       | 9       | 9       | 14      | 10      | 8       | 6       | 5       |
| D66                                            | 2       | 2       | 5       | 6       | 2       | 3       | 1       | 6       | 7       | 6       | 5       |
| SP                                             | 0       | 0       | 1       | 1       | 4       | 3       | 6       | 4       | 7       | 4       | 3       |
| Volt                                           | –       | –       | –       | –       | –       | –       | –       | –       | –       | –       | 3       |
| Ouderen Appèl Eindhoven – Hart voor Eindoven b | –       | –       | –       | 5       | 3       | 2       | 2       | 3       | 5       | 2       | 3       |
| PvdD                                           | –       | –       | –       | –       | –       | –       | –       | –       | –       | –       | 2       |
| LPF                                            | –       | –       | –       | –       | –       | –       | 1       | 2       | 1       | 2       | 1       |
| FvD                                            | –       | –       | –       | –       | –       | –       | –       | –       | –       | –       | 1       |
| 50PLUS                                         | –       | –       | –       | –       | –       | –       | –       | –       | –       | 2       | 1       |
| DENK                                           | –       | –       | –       | –       | –       | –       | –       | –       | –       | 1       | 0       |
| ChristenUnie                                   | –       | –       | –       | –       | –       | 0       | 1       | 0       | 1       | 1       | 0       |
| Leefbaar Eindhoven                             | –       | –       | –       | –       | –       | 9       | 3       | 1       | 2       | 1       | –       |
| TROTS                                          | –       | –       | –       | –       | –       | –       | –       | 1       | –       | –       | –       |
| De Stadspartij                                 | –       | –       | –       | –       | 2       | 1       | 1       | 0       | –       | –       | –       |
| Centrumdemocraten                              | –       | –       | –       | 2       | –       | –       | –       | –       | –       | –       | –       |
| Eindhoven Met Stip                             | –       | –       | –       | 2       | –       | –       | –       | –       | –       | –       | –       |
| Eindhoven OPEN Stad                            | –       | –       | –       | 1       | –       | –       | –       | –       | –       | –       | –       |
| PSP                                            | 2       | 1       | –       | –       | –       | –       | –       | –       | –       | –       | –       |
| PPR                                            | 1       | 1       | –       | –       | –       | –       | –       | –       | –       | –       | –       |
| CPN                                            | 0       | 1       | –       | –       | –       | –       | –       | –       | –       | –       | –       |
| Gesamt                                         | 39      | 39      | 39      | 39      | 39      | 45      | 45      | 45      | 45      | 45      | 45      |

- SP: 3
- PvdD: 2
- PvdA: 5
- GL: 9
- D66: 5
- Volt: 3
- 50PLUS: 1
- VVD: 6
- CDA: 6
- OAE: 3
- LPF: 1
- FvD: 1

Anmerkungen

### College van B&W
Die Koalitionsparteien GroenLinks und VVD stellen dem College van burgemeester en wethouders zwei Beigeordnete bereit, während die CDA und der PvdA durch jeweils einen Beigeordneten vertreten werden. Folgende Personen gehören zum Kollegium und sind in folgenden Bereichen zuständig:
| Funktion           | Name                 | Partei     | Ressort | Anmerkung                          |
| ------------------ | -------------------- | ---------- | --- | ---------------------------------- |
| Bürgermeister      | Jeroen Dijsselbloem  | PvdA       | integrale Sicherheit, externe Beziehungen, Repräsentation, Verwaltungsunterstützung, internationale Beziehungen und Akquisition, internationale Angelegenheiten und Akquisition                          | seit dem 13. September 2022 im Amt |
| Beigeordnete       | Marcel Oosterveer    | VVD        | Finanzen, kulturelle Immobilien, Schwierigkeit und Beruf, Personal und Organisation inklusive Geschäftsführung, Arhi-Verfahren Nuenen, Umweltgesetz, Dienstleistung, Überwachung, globale Bewusstwerdung | –                                  |
| Beigeordnete       | Monique List-de Roos | VVD        | Innenstadtswirtschaft und Koordination der Innenstadt, Kultur und Design, Stadtmarketing, Genehmigungen, Erreichbarkeit und Mobilität, Koordination regionaler Zusammenarbeit                            | –                                  |
| Beigeordnete       | Renate Richters      | GroenLinks | soziale Fürsorge und Unterstützung, Armut und Schulden, Jugendhilfe, Einbürgerung, Wohl und Gesundheit                                                                                                   | –                                  |
| Beigeordnete       | Jan van der Meer     | GroenLinks | Klima, Grün, erdgasfreie Bezirke, Kulturgeschichte, Koordination Nachhaltigkeit, Wasser, Kreislaufwirtschaft, Energie, öffentlicher Raum, Tierwohl                                                       | –                                  |
| Beigeordnete       | Yasin Torunoglu      | PvdA       | räumliche Entwicklung, Grund und Immobilien, Wohnen und Bezirke, Arbeit und Einkommen, Partizipationsgesetz, Bürgerpartizipation, Vielfalt                                                               | –                                  |
| Beigeordnete       | Stijn Steenbakkers   | CDA        | Wirtschaft und Niederlassungsklima, Bildung, Teilnahmen, Kooperationsgemeinschaft Brainport, Innovation und Digitalisierung, Arbeitsmarkt, Sport                                                         | –                                  |
| Gemeindesekretärin | Aline Zwierstra      | —          | — | seit Oktober 2018 im Amt           |

### Gemeindepartnerschaften
Eindhoven listet folgende vierzehn Partnerstädte auf:
| Stadt      | Land                    | Typ                       |
| ---------- | ----------------------- | ------------------------- |
| Al-Qadarif | Sudan                   | Solidaritätspartnerschaft |
| Bayeux     | Frankreich              | Zwillingspartnerschaft    |
| Bengaluru  | Indien                  | Wirtschaftspartnerschaft  |
| Białystok  | Polen                   | Solidaritätspartnerschaft |
| Chinandega | Nicaragua               | Solidaritätspartnerschaft |
| Emfuleni   | Südafrika               | Solidaritätspartnerschaft |
| Gumi       | Südkorea                | Wirtschaftspartnerschaft  |
| Helsinki   | Finnland                | Kulturpartnerschaft       |
| Kadoma     | Japan                   | Zwillingspartnerschaft    |
| Kayseri    | Türkei                  | Wirtschaftspartnerschaft  |
| Minsk      | Belarus                 | Solidaritätspartnerschaft |
| Moskau     | Russland                | Wirtschaftspartnerschaft  |
| Nanjing    | Volksrepublik China     | Wirtschaftspartnerschaft  |
| Taipeh     | Republik China (Taiwan) | Wirtschaftspartnerschaft  |

## Sport
- Die als Philips Sportvereinigung entstandene PSV Eindhoven hat eine der stärksten Fußballmannschaften in den Niederlanden und ist auch im europäischen Spitzenfußball bekannt.
- PSV ist auch der Name des Eindhovener Wasserball-  und Schwimmvereines. Der vielfache Europameister und Olympiasieger im Schwimmen, Pieter van den Hoogenband, ist das bekannteste Mitglied der Geschichte dieses Vereins. Nach ihm wurde auch das Schwimmstadion benannt.
- Das Jan-Louwers-Stadion ist Heimstadion des FC Eindhoven.
- Zwischen den beiden größten städtischen Fußballvereinen, dem FC Eindhoven und der PSV Eindhoven herrscht eine immer noch sehr große Rivalität.
- 2010 wurden in Eindhoven die IPC-Schwimmweltmeisterschaften ausgetragen.

## Sonstiges
- Holland Casino unterhält eine Filiale in der Stadt.
- Das rege Nachtleben der Stadt ist in der Umgebung der Straße Stratumseind konzentriert.
- In der Stadt befindet sich eine Außenstelle der Bundeswehrverwaltungsstelle Niederlande.[7]
- Alle zwei Jahre wird in Eindhoven der Dirk Roosenburgprijs vergeben, der besondere architektonische Projekte in der Gemeinde würdigt.
- Der Trudo Toren wurde 2021 eingeweiht.

## Söhne und Töchter der Stadt
- Olly van Abbe (1935–2017), Malerin und Bildhauerin
- Maikel Aerts (* 1976), Fußballtorhüter
- Peter Aerts (* 1970), K-1 Kick,-Thaiboxlegende, mehrfacher Champion im Muay Thai
- Christijan Albers (* 1979), Automobilrennfahrer
- Daniel Au Yeong (* 2003), österreichischer Fußballspieler singapurischer Abstammung
- Otman Bakkal (* 1985), Fußballspieler
- Bert Blase (* 1959), Politiker
- Jan de Bont (* 1943), Kameramann, Filmregisseur und Filmproduzent
- Jan Boomers (1927–1999), deutscher Maler, Graphiker und Radierer
- Ron Boots (* 1962), Komponist und Musiker
- Arthur Borren (* 1949), neuseeländischer Hockeyspieler
- Hans Clevers (* 1957), Immunologe und Molekulargenetiker
- Phillip Cocu (* 1970), Fußballspieler
- Wisse Dekker (1924–2012), Manager, Vorstandsvorsitzender von Philips
- Hans Dekkers (1928–1984), Radrennfahrer
- Hans Dekkers (* 1981), Radrennfahrer
- Jorrit Dijkstra (* 1966), Jazzmusiker
- Discipline (Joost de Graaf, Carlo Geerlings, Erik Wouters, Joost Strijbos), Street-Rock-’n’-Roll-Band aus Eindhoven, gegründet 1990
- Sander van Doorn (* 1979), DJ und Musikproduzent
- Han Drijver (1927–1986), Hockeyspieler
- Johannes von Eindhoven (1439–1509), Weihbischof in Trier
- Theo Eltink (* 1981), Radrennfahrer
- Rudi Fuchs (* 1942), Kunsthistoriker, Direktor von Kunstmuseen, Kurator
- Cody Gakpo (* 1999), Fußballspieler
- Miek van Geenhuizen (* 1981), Hockeyspielerin
- Maarten van Grimbergen (* 1959), Hockeyspieler
- Ada den Haan (1941–2023), Schwimmerin
- Sanne van Hek (1978–2020), Jazzmusikerin
- Wouter Henkelman (* 1974), Althistoriker und Altorientalist
- Mathieu Hezemans (1915–1985), Autorennfahrer und Unternehmer
- Mike Hezemans (* 1969), Autorennfahrer
- Toine Hezemans (* 1943), Autorennfahrer
- Robert Högfeldt (1894–1986), schwedischer Maler
- Jorryt van Hoof (* 1982), Pokerspieler
- Robert van der Horst (* 1984), Hockeyspieler
- Eric H. Houwink (1929–2005), Chemiker und Biotechnologe
- Mark Janssen (* 1992), Fußballspieler
- Tim Janssen (* 1986), Fußballspieler
- Jerrely Slijger (* 1988), Rapper Kempi
- Thijs Kaanders (* 1949), Hockeyspieler
- Peter Kox (* 1964), Autorennfahrer
- Lenny Kuhr (* 1950), Sängerin
- Harrie Kwinten (* 1962), Hockeyspieler
- Maarten Lafeber (* 1974), Profigolfer
- Han Lamers (* 1984), Altphilologe
- Percy van Lierop (* 1974), Fußballspieler und -trainer
- Dietrich Loher (um 1495–1554), Theologe, Kartäusermönch, Kirchenpolitiker und Herausgeber theologischer Schriften
- Harry Lubse (* 1951), Fußballspieler
- Rob Maas (* 1969), Fußballspieler und -trainer
- Tycho van Meer (* 1974), Hockeyspieler, Olympiasieger
- Luuk van Middelaar (* 1973), Historiker und politischer Philosoph
- David Miedema (* 1989), Schachspieler
- Kees Mijnders (1912–2002), Fußballspieler
- Meike de Nooy (* 1983), Wasserballspielerin
- Laura Nunnink (* 1995), Hockeyspielerin
- Bert Oosterbosch (1957–1989), Radrennfahrer
- Frits Philips (1905–2005), Industrieller, Konzernpräsident
- Rob Reckers (* 1981), Hockeyspieler
- Sven Roosen (* 2001), Zehnkämpfer
- Jan de Rooy (1943–2024), Unternehmer und Rennfahrer
- Gerard de Rooy (* 1980), Unternehmer und Rennfahrer
- Johnny Rosenberg (* 1977), Jazzmusiker
- Bas Rutten (* 1965), Mixed Martial Arts Legende
- Olaf Schöningh (* 1999), Eishockeyspieler
- Herman Schoonderwalt (1931–1997), Jazzmusiker und Komponist
- Eja Siepman van den Berg (* 1943), Bildhauerin
- Iso Sluijters (* 1990), Handballspieler
- Fred Smeijers (* 1961), Schrift- und Grafikdesigner
- Huub Smit (* 1978), Schauspieler
- Peter Pan Speedrock, Peter van Elderen, Bart Geevers und Bart Nederhand bilden das Eindhovener Speedrock-Trio und haben es zur Band Nummer eins der Niederlande gebracht
- Showtek, Hardstyle-Duo
- Iso Sluijters (* 1990), Handballspieler
- Wim Suurbier (1945–2020), Fußballspieler
- Hans Stacey (* 1958), Rallye- und Rallye-Raid-Fahrer
- Margje Teeuwen (* 1974), Hockeyspielerin
- Henricus Turken (1791–1856), Maler und Radierer
- Ria Valk (* 1941), Sängerin
- Valentino Vermeulen (* 2001), Fußballspieler
- Nick Verschuren (* 1989), Eishockeyspieler
- Henk Vogels (* 1964), Bogenschütze
- Tony Vos (1931–2020), Jazzmusiker und Musikproduzent
- Frans Waterreus (1902–1962), Radrennfahrer
- Roelof Wunderink (* 1948), Autorennfahrer